# Thrussington
Thrussington – wieś w Anglii, w hrabstwie Leicestershire, w dystrykcie Charnwood. Leży 14 km na północny wschód od miasta Leicester i 151 km na północny zachód od Londynu. Miejscowość liczy 500 mieszkańców.